# Kahuman
Kahuman is een bestuurslaag in het regentschap Klaten van de provincie Midden-Java, Indonesië. Kahuman telt 1907 inwoners (volkstelling 2010).